# پیر گرابه

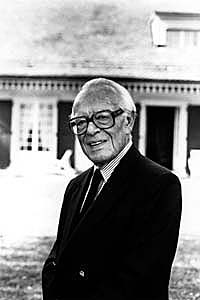
پیر گرابه در سال ۱۹۸۹

پیر گرابه، متولد ۶ دسامبر ۱۹۰۸ در لشو دو فوند و درگذشته ۱۹ ژوئیه ۲۰۰۳ در لوزان، سیاستمدار سوئیسی و عضو حزب سوسیالیست بود. او از سال ۱۹۷۰ تا ۱۹۷۸ عضو شورای فدرال و در سال ۱۹۷۵ رئیس کنفدراسیون بود

## زندگی‌نامه
پیر گرابه در ۶ دسامبر ۱۹۰۸ در لشو-دو-فوند متولد شد. او اصالتاً اهل همان شهر و اهل لانگنبروک، در کانتون بازل-لاندشافت بود. پدرش ارنست-پل گرابه (۱۸۷۵–۱۹۵۶)، عضو شورای ملی از ۱۹۱۲ تا ۱۹۴۳، و فعال فمینیست بلانش وویلومیه بود.

## فعالیت سیاسی

### کانتون
پیر گرابه، عضو حزب سوسیالیست، از دهه ۱۹۳۰ برخلاف بسیاری از سوسیالیست‌های وودوا که به لئون نیکول ژنوی نزدیک بودند و به اتحاد جماهیر شوروی گرایش داشتند، با کمونیست‌ها سرسختی نشان داد.

### عضویت در شورای ملی
پیر گرابر، از ژوئن ۱۹۴۲ تا ژوئن ۱۹۶۲ و از دسامبر ۱۹۶۳ تا دسامبر ۱۹۶۹ در شورای ملی، مجلس سفلی مجمع فدرال، عضویت داشت و در سال ۱۹۶۶ رئیس آن بود او همچنین از سال ۱۹۶۷ تا ۱۹۶۹ رهبری گروه پارلمانی سوسیالیست‌ها را بر عهده داشت.

## شورای فدرال
پیر گرابر در ۱۰ دسامبر ۱۹۶۹ با ۱۸۸ رأی از ۲۲۱ رأی معتبر به عضویت شورای فدرال سویس انتخاب شد و جانشین همکار حزبی خود ویلی اشپولر (۱۹۰۲–۱۹۹۰) شد.